# Марія Ізабель Гарсія Асенсіо
Марія Ізабель Гарсія Асенсіо (Маріса) (ісп. María Isabel García (Marisa); нар. 29 травня 1970, Малага) — іспанська співачка та музикантка. Почала свою музичну кар'єру і досягла комерційного успіху солісткою Paradisio зі своїм синглом Bailando, а пізніше відновила сольну кар'єру.